# Gualterus Arsenius
Gualterus Arsenius (1530 - 1580) was een Vlaams instrumentmaker die behoorde tot de Leuvense school.
Arsenius was een leerling van Mercator en werkte onder andere voor de Spaanse koning Filips II.  Tussen 1545 en 1575 maakte hij verschillende soorten wetenschappelijke instrumenten, waaronder astrolabia.  Heden ten dage zijn er nog 21 van zijn astrolabia overgebleven.
Twee van zijn instrumenten (een astrolabium en een jakobsstaf) zijn te bewonderen in het Nationaal Museum voor Wetenschap en Techniek in Madrid. Ook in het Musée des Arts et Métiers in Parijs is een astrolabium van hem aanwezig.
In het Adler planetarium in Chicago staan volgende objecten opgesteld in het museum:
- twee astrolabia (objecten M-23 en M-24) gemaakt in messing en gedateerd op 1556 en 1564.
- een armillarium (hemelbol) van het Ptolomaische type (object M-1) gemaakt in messing en koper, gedateerd op 1562.
- een astronomische ring (object DPW-7), gemaakt in messing, gedateerd is op 1570.